# Park am Buschkrug
Der Park am Buschkrug liegt im Berliner Ortsteil Britz des Bezirks Neukölln, im Straßenkarree Blaschkoallee, Buschkrugallee, Hannemannstraße und Riesestraße. Er ist nach einer ehemals gegenüberliegenden Gaststätte, dem Buschkrug, benannt.

## Geschichte

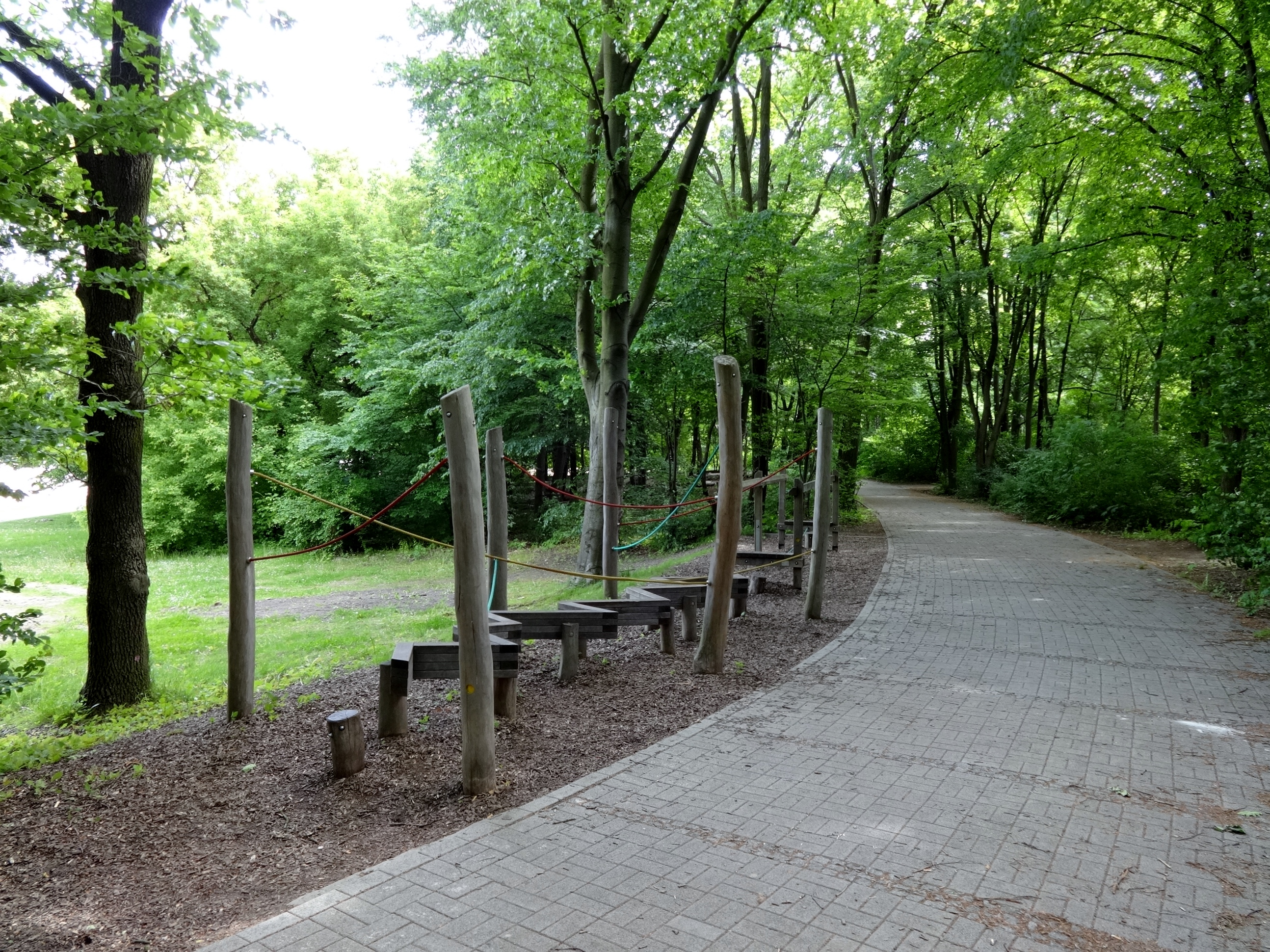
Fitness-Parcours

Das rund 79.000 m² große Gelände diente in früheren Jahrhunderten als Bestattungsplatz. Es erlangte archäologische Bekanntheit, als Bauarbeiter am 28. März 1951 zwei menschliche Skelette aus der Zeit der Völkerwanderung im 5. und 6. Jahrhundert entdeckten. Später diente das Gelände zur Ablagerung von Kriegstrümmern. Bis 1952 wurde er als Kiesgrube genutzt. Anschließend verfüllte man die Grube und übergab die Fläche nach einer Renaturierung im Mai 1952 der Öffentlichkeit. In den Jahren 2007–2011 wurde der Park für 3,5 Millionen Euro saniert. Dabei stand insbesondere die Erneuerung der Wege, wie auch die Barrierefreiheit im Vordergrund. In der Osthälfte des Parks wurde auf Vorschlag des Linzer Sportwissenschaftlers Roland Werthner, ehemaliger Zehnkämpfer und Dreispringer im österreichischen Nationalteam, ein Fitness-Parcours eingerichtet. Er umfasst insgesamt 13 Gerätegruppen, an denen Parkbesucher ihre Fitness trainieren können. Dafür stellte das Bezirksamt weitere 400.000 Euro bereit. Die feierliche Eröffnung dieser Sportstrecke fand am 6. September 2011 statt.

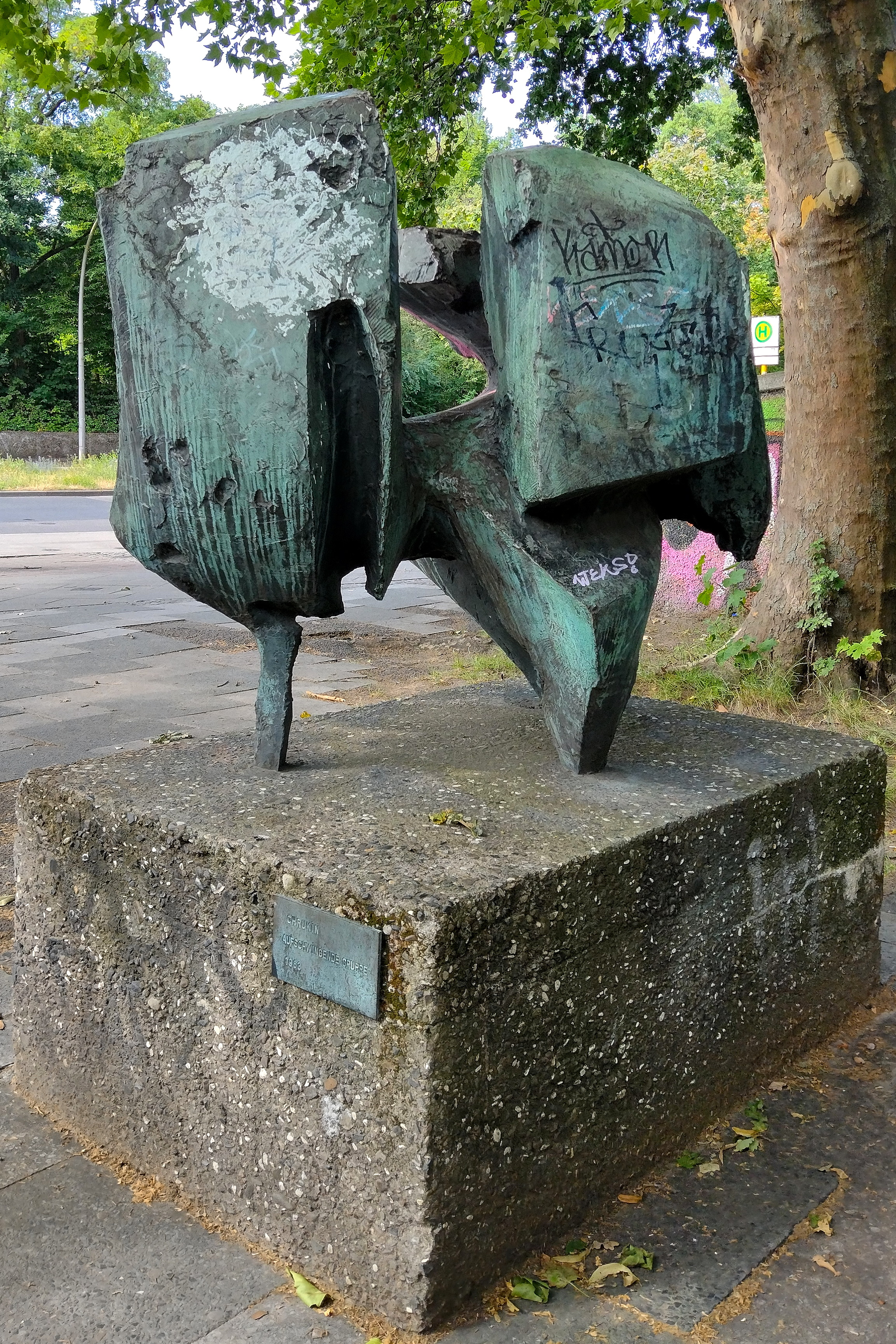
Justus Chrukin: Aufschwingende Gruppe

In der Nähe des U-Bahnhofs Blaschkoallee befindet sich eine Plastik aus Bronze von Justus Chrukin mit dem Titel Aufschwingende Gruppe aus dem Jahr 1963. 
Der Park liegt nördlich der Blaschkoallee. Auf der Südseite befindet sich das Akazienwäldchen.